# Battaglia di Blanchetaque
La battaglia di Blanchetaque del 1346 fu una delle tre battaglie della campagna di Crécy combattuta da re Edoardo III d'Inghilterra, all'inizio della guerra dei cent'anni. Anche se minore e meno nota della battaglia di Crécy che la seguì, ne determinò in qualche modo l'esito: le forze inglesi non avrebbero potuto vincere a Crécy senza aver guadato la Somme.

## La campagna
Dopo aver sconfitto la guarnigione francese a Caen nella battaglia del 26 luglio ed aver saccheggiato la città, l'esercito inglese marciò verso est lungo la Senna, mentre i francesi in ritirata applicavano quella che sarebbe in seguito diventata nota come tattica della terra bruciata, cercando di impedire i rifornimenti all'esercito nemico.
La strategia subì un arresto il 14 agosto, quando l'esercito inglese si impadronì di un guado non presidiato sulla Senna presso Poissy e prepararono un ponte di barche per attraversare il fiume. Questo metteva in forte pericolo Parigi, ma avrebbe potuto essere un vantaggio per i francesi, poiché l'esercito inglese si trovava imprigionato fra la Senna e la Somme, ed i guadi sui due fiumi erano fortemente presidiati. Filippo VI si trovava a Parigi; marciò con l'esercito verso Amiens e poi nella pianura fra i due fiumi, nel tentativo di sconfiggere l'esercito inglese, in consistente inferiorità numerica.
Edoardo nel frattempo era determinato a rompere il blocco francese dei guadi sulla Somme, provando ad attraversare il fiume in diversi punti alla fine di agosto, attaccando invano Hangest e Pont-Remy prima di incominciare a marciare verso nord tentando di trovare un varco nell'accerchiamento. Nonostante diverse volte l'esercito francese si fosse avvicinato a quello inglese, non riuscì ad obbligare quest'ultimo alla battaglia campale. La sera del 23 agosto un piccolo presidio francese tentò di impedire il passaggio degli inglesi presso Oisemont ma fu sconfitto dalla cavalleria di Edoardo e massacrato, mentre la cittadina veniva rasa al suolo. La sera del 24 agosto l'esercito inglese era schierato presso la città di Acheux mentre l'esercito francese era accampato a sole sei miglia di distanza presso Abbeville, in difesa del ponte che avrebbe potuto essere conquistato da Edoardo. Diverse sono le versioni sul come Edoardo avrebbe appreso dell'esistenza di un guado nelle vicinanze, probabilmente non pronto a respingere un attacco, presso Blanchetaque (secondo alcune fonti da un inglese che abitava nelle vicinanze, secondo altri da un prigioniero francese). Edoardo immediatamente mobilitò tutte le proprie forze e si diresse verso il fiume.

## La battaglia

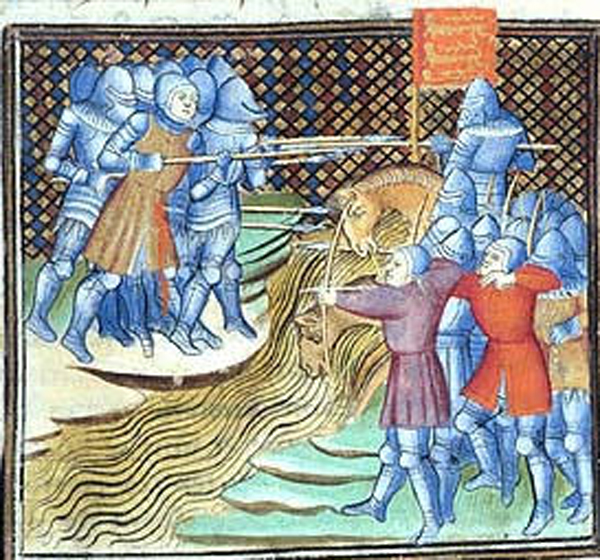
La battaglia di Blanchetaque come immaginata nelle Cronache di Froissart del XIV secolo

All'arrivo al fiume, gli inglesi scoprirono che il guado era difeso più del previsto, da una guarnigione di 3500 uomini al comando di Godemar du Foy, un generale francese di grande esperienza. Un altro problema era l'alta marea (il guado si trova ad appena dieci miglia dalla costa) che avrebbe impedito per diverse ore di guadare il fiume. Durante questo lasso di tempo entrambi gli eserciti si prepararono per l'imminente battaglia, avendo Edoardo quasi terminato le scorte alimentari ed i rifornimenti, ed avendo l'esercito inglese un morale molto basso. I francesi si disposero sulla riva in tre linee, con i migliori soldati (500 uomini in armi) nel mezzo dello schieramento.
Alle 8:00 del mattino un centinaio di cavalieri inglesi e di uomini in arme iniziarono a guadare il fiume al comando degli esperti Reginald Cobham e William de Bohun, conte di Northampton. L'avanzata venne supportata da un gran numero di arcieri armati di arco lungo che scagliarono numerose frecce contro i francesi, provocando numerose perdite ed impedendo un'efficace difesa del guado. I balestrieri genovesi al servizio dei francesi non riuscirono a rispondere all'attacco degli arcieri, e le truppe di Edoardo riuscirono ad oltrepassare il fiume, mettendo in fuga l'esercito francese, che ripiegò verso Abbeville, inseguito dalla cavalleria inglese.
Un'ora e mezza dopo la rotta dei francesi l'intero esercito inglese aveva guadato il fiume e marciava verso nord, in una regione ricca di rifornimenti e bottino (i francesi, confidando che gli inglesi non sarebbero riusciti ad attraversare la Somme, non avevano fatto terra bruciata), cosicché le truppe di Edoardo poterono rifornirsi, saccheggiando Noyelles-sur-Mer e Le Crotoy. Filippo non esitò a marciare verso il nemico, spingendolo verso la costa ed intercettando dei rifornimenti; attardato, permise agli inglesi di guadagnare il tempo necessario a prepararsi presso Crécy, in vista di quella che sarebbe stata la battaglia ingaggiata il giorno successivo, il 26 agosto.

## Conseguenze
Senza la vittoria di Blanchetaque, ottenuta più per determinazione che per abilità tattica, Edoardo non sarebbe riuscito a trovar il cibo del quale il suo esercito aveva così disperato bisogno o l'ottima posizione grazie alla quale avrebbe vinto la battaglia di Crécy di lì a due giorni; senza di essi, il morale inglese sarebbe ulteriormente diminuito.
Dopo la battaglia di Blanchetaque, e la seguente battaglia presso Crécy, si sarebbe giunti all'assedio di Calais.
Le perdite non sono note con sicurezza, ma si pensa a circa duemila perdite fra i francesi ed a un numero di perdite nettamente inferiore per gli inglesi.

## Nella letteratura
- Il romanzo di Bernard Cornwell L'arciere del re fornisce una versione romanzata ma abbastanza accurata della battaglia.
- Il romanzo di Ken Follett Mondo senza fine descrive la battaglia in forma romanzata.